# Белявский, Николай Николаевич (учёный)
Николай Николаевич Белявский (1869 — предположительно 1927) — профессор полицейского права в Юрьевском университете, автор публикаций по вопросам политической экономии, статистики и полицейского права.
Окончил юридический факультет Санкт-Петербургского университета. По окончании курса был оставлен на два года при университете для приготовления к профессорскому званию. В 1894 году был назначен исполняющим обязанности доцента по кафедре политической экономии и статистики в Императорском Юрьевском университете (ныне Тартуский университет). В 1896 году был переведён на кафедру полицейского права. В 1898 году защитил диссертацию под названием «Сберегательные кассы» (Санкт-Петербург, 1896), получив степень магистра полицейского права, после чего стал экстраординарным профессором полицейского права в данном учебном заведении. В 1913 году стал ординарным профессором петербургского Училища правоведения, возглавив кафедру полицейского права и Статистических курсов Министерства внутренних дел в Санкт-Петербурге, в 1914—1917 годах занимал должность директора Центрального статистического комитета того же министерства.
Другие важные работы: «Наши культурно-экономические успехи в Средней Азии» (Рига, 1894, брошюра); «Домашняя прислуга во Франции и Германии» (Юрьев, 1897); «Рабочие дома и дома трудолюбия» (Юрьев, 1898, публичная лекция); «Школьные сберегательные кассы» (Юрьев, 1902, брошюра); «Полицейское право» (пособие к лекциям, Юрьев, 1904); «Народное образование в Швейцарии» (Юрьев, 1904).

## Источник
- Белявский, Николай Николаевич // Энциклопедический словарь Брокгауза и Ефрона : в 86 т. (82 т. и 4 доп.). — СПб., 1890—1907.